# Bockreiter

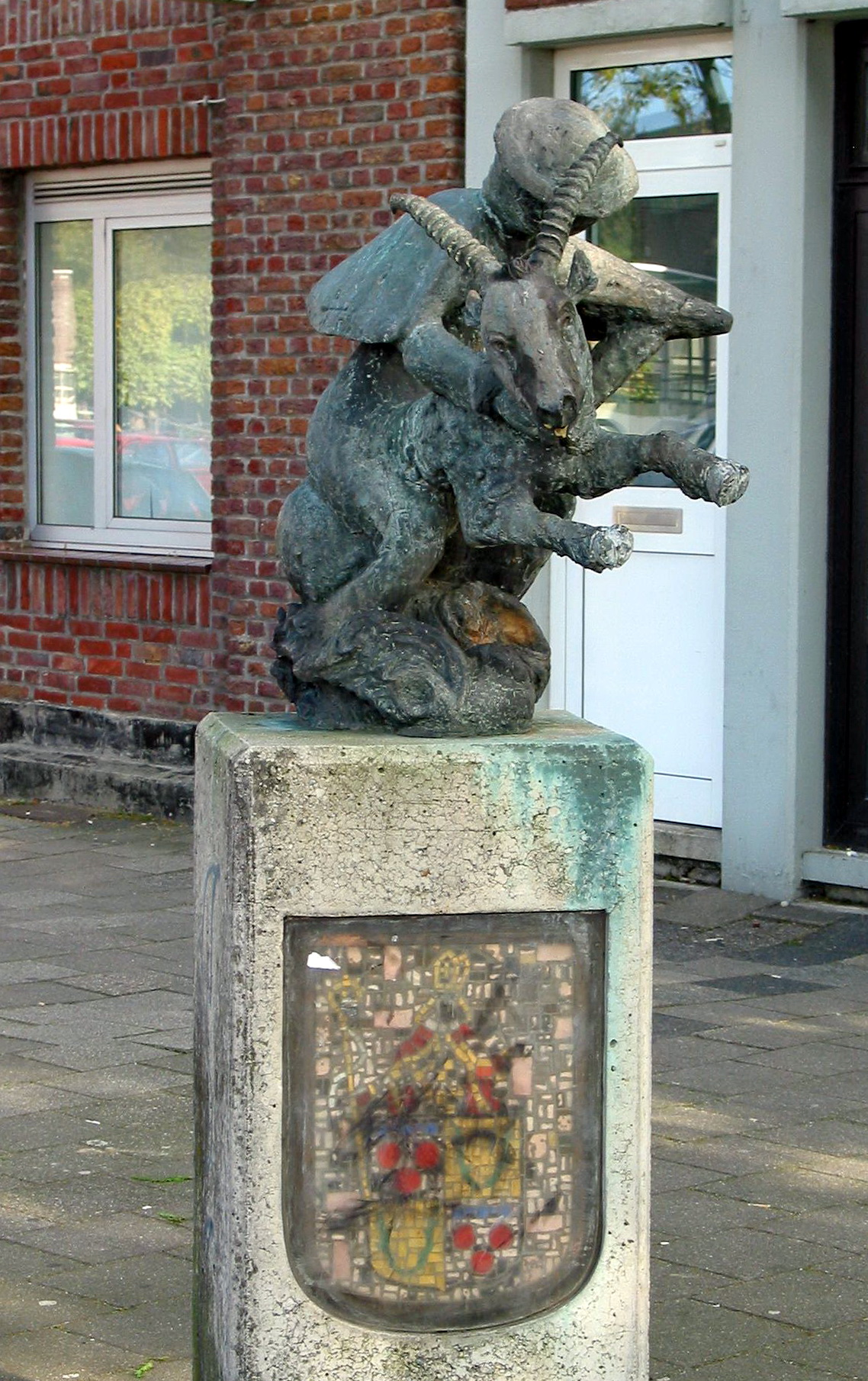
Statue eines Bockreiters in Schaesberg

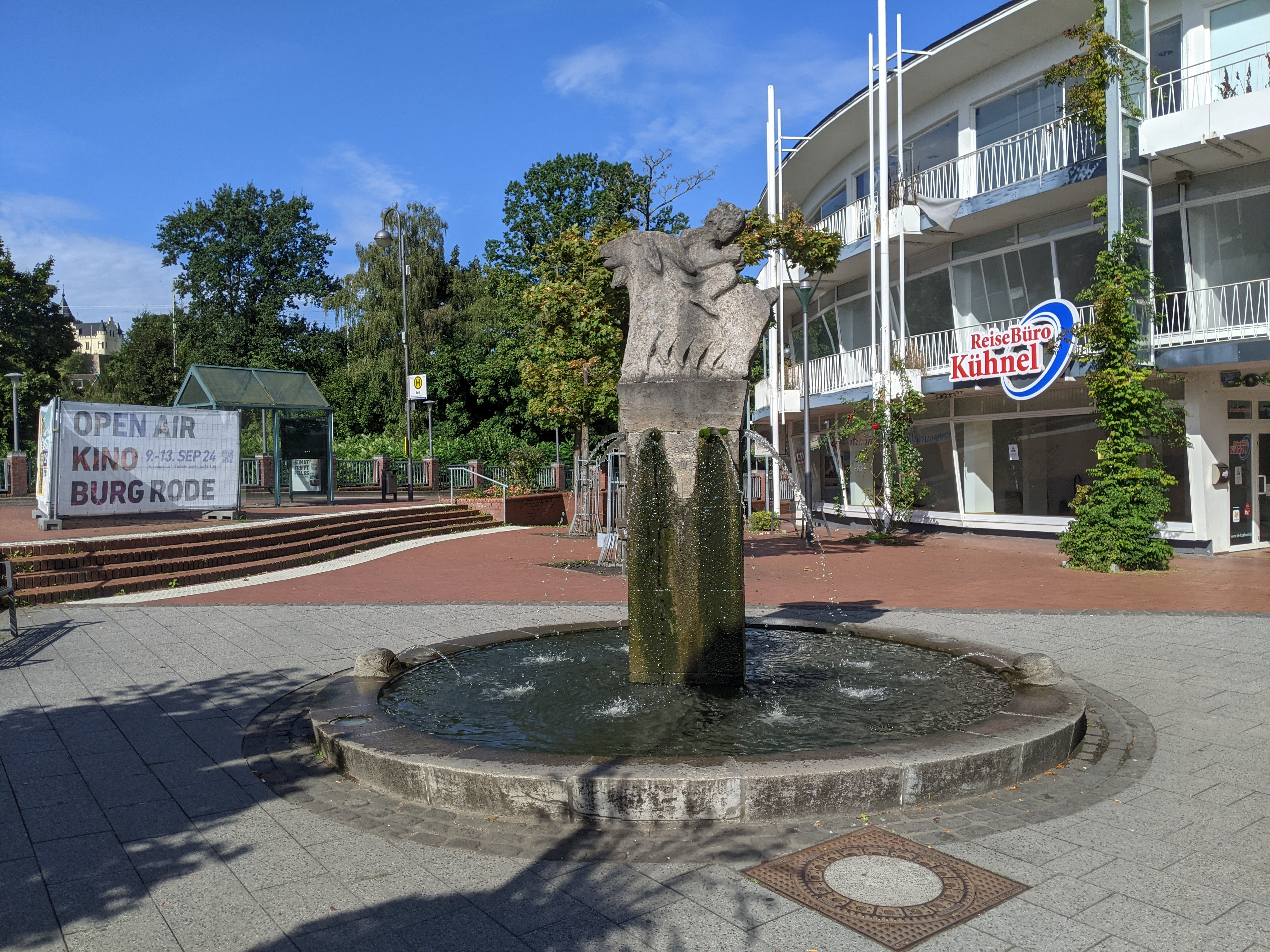
Bockreiterbrunnen in Herzogenrath

Die Bockreiter (Bokkenrijders in Niederländisch und Bokkeriejersj in Limburgisch) waren der Überlieferung nach eine Bande, die zwischen 1730 und 1780 im Raum Limburg, in Herzogenrath und Schinnen aktiv war. Limburg stellte damals noch ein zusammengehöriges Gebiet dar, während es heute auf drei Staaten aufgeteilt ist: Belgien, Deutschland und Niederlande.

## Wirken
Einer der Anführer der Bockreiter war der „Schwarze Kapitän“. Da die Bockreiter oft ihre Beute an die Armen verschenkten, wurden sie auch Robin-Hood-Bande der Niederlande genannt.
Es gab – grob betrachtet – zwei Bockreiterperioden, eine um 1740 und eine weitere etwa um 1770. Die erste Bockreiterbande entstand in Wolfhagen, einem Teil der Gemeinde Schinnen. Der Anführer hieß Geerling Daniels. Ein besonders berüchtigter Bockreiter dieser Zeit war der Franzose Jacques du Jardin, ein ehemaliger Soldat, der seinen Lebensunterhalt als Spielmann verdiente (er spielte Geige). Sein Spitzname war „de Keukelaer“. Er wurde 1751 auf dem Danikerberg (der Grenze zwischen Geleen und Schinnen) gehängt.
Während der zweiten Bockreiterperiode wurden in der Region 328 Männer und Frauen nach durch Folter erzwungenen Geständnissen hingerichtet. Einer der Bandenführer soll der Herzogenrather Chirurg Joseph Kirchhoffs gewesen sein. Ob er schuldig oder unschuldig war, wird bis heute diskutiert.
| Bandenchefs                                       | Betätigungsareal                    | Gerichtsprozess (Jahr) | Anzahl der Bandenmitglieder | Anzahl der Bandenmitglieder |
| Bandenchefs                                       | Betätigungsareal                    | Gerichtsprozess (Jahr) | Verurteilt                  | Angeklagt                   |
| ------------------------------------------------- | ----------------------------------- | ---------------------- | --------------------------- | --------------------------- |
| Overmaas                                          |                                     |                        |                             |                             |
| 1. Mathias Ponts                                  | Herzogenrath – Nieuwstadt           | 1743–1745              | 87                          | 140                         |
| 2. de Gaverelle- de Preez                         | Schinnen – Geleen                   | 1749–1751              | 31                          | 45                          |
| 3. Broers Kerckhoffs (fraglich Joseph Kirchhoffs) | Herzogenrath – Valkenburg (Limburg) | 1771–1776              | 230                         | 450                         |
| Loon                                              |                                     |                        |                             |                             |
| 4. Voortmans – Van Muysen                         | Wellen (Belgien)                    | 1774–1776              | 31                          | 350                         |
| 5. Philip Mertens-H. Houben                       | Ophoven – Geistingen                | 1785–1786              | 16                          | 45                          |
| 6. Nolleke van Geleen                             | Bree – Bocholt (Belgien)            | 1789–1791              | 23                          | 60                          |
| 7. Pelsers-Bollen                                 | Neeroeteren – Maaseik               | 1793–1794              | 50                          | 80                          |

Basierend auf dem 1986 erschienenen Jugendroman Ontsnapt aan de galg (deutsch: „Dem Galgen entkommen“) von Ton van Reen wurde 1993 die Fernsehserie De Legende van de Bokkenrijders gedreht, die auch in Deutschland unter dem Titel Die Bockreiter ausgestrahlt wurde.
Im niederländischen Freizeitpark Efteling steht das Mad House Villa Volta, welches die Taten der Bande ebenfalls thematisiert.

## Belletristische Verarbeitung
- Josef Ponten: Die Bockreiter. Novelle. Deutsche Verlagsanstalt, Stuttgart, Berlin 1919.
- Ton van Reen: Die Bockreiter. Oder: Dem Galgen entkommen. Jugendroman. Anrich-Verlag, Kevelaer 1987, ISBN 3-89106-292-3 (enthält die Bände Dem Galgen entkommen und Die feurigen Reiter).
- Marianne und Heinz-Hermann Oster: Das Medaillon der Zauberin – Eine phantastische Reise in die Zeit der Bockreiter. Shaker Verlag, Aachen 2001, ISBN 3-8265-4420-X.
- Viola Huber: Frekje und die Bockreiter. Kinder- und Jugendroman. Books on Demand, 2000, ISBN 3-8311-0840-4.
- Ludwig Kahlen, Die Bockreiter 1. Teil – im Lande Herzogenrath, Druckerei Dünner
- Ludwig Kahlen, Die Bockreiter 2. Teil – Chirurg und Räuberhauptmann, Druck und Verlag Alwin Handels
- Hermann-Josef Welfens, Merkstein Band 4, (Bockreiter in Merkstein), Druck und Verlag „wirmachendruck.de“ Backnang